# إدموند سانفورد
إدموند سانفورد (بالإنجليزية: Edmund Sanford)‏ هو عالم نفس وكاتب أمريكي، ولد في 10 نوفمبر 1859 في أوكلاند في الولايات المتحدة، وتوفي في 1924 في بوسطن في الولايات المتحدة.